# Aubrevillea
Aubrevillea là một chi thực vật có hoa trong họ Đậu.